# فنوج
فنوج شهری در بخش مرکزی شهرستان فنوج استان سیستان و بلوچستان ایران است. این شهر مرکز شهرستان فنوج است.

## موقعیت جغرافیایی
این شهر در ۳۰۰ کیلومتری استان کرمان و در ۳۵۰ کیلومتری استان هرمزگان شهرستان بندرعباس قرار دارد شهرستان فنوج از نظر جغرافیایی بین سه استان بزرگ ایران است و این سه استان بزرگ را به هم وصل می‌کند استان کرمان استان هرمزگان استان سیستان و بلوچستان شهرستان فنوج جز شهرهای مکران بلوچستان است.

## جمعیت
بر پایه سرشماری عمومی نفوس و مسکن در سال ۱۳۹۵ جمعیت این شهر ۱۳٬۰۷۰ نفر (۳٬۴۱۰ خانوار) بوده‌است.

## پیشینه
شهر فنوج از شهرهای قدیمی جنوب غربی بلوچستان است. منطقهٔ فنوج از سال ۱۳۷۹ به‌عنوان بخش از بمپور جدا شده و در سال ۱۳۷۰ به سطح شهر ارتقاء یافت.